# Chad Morgan

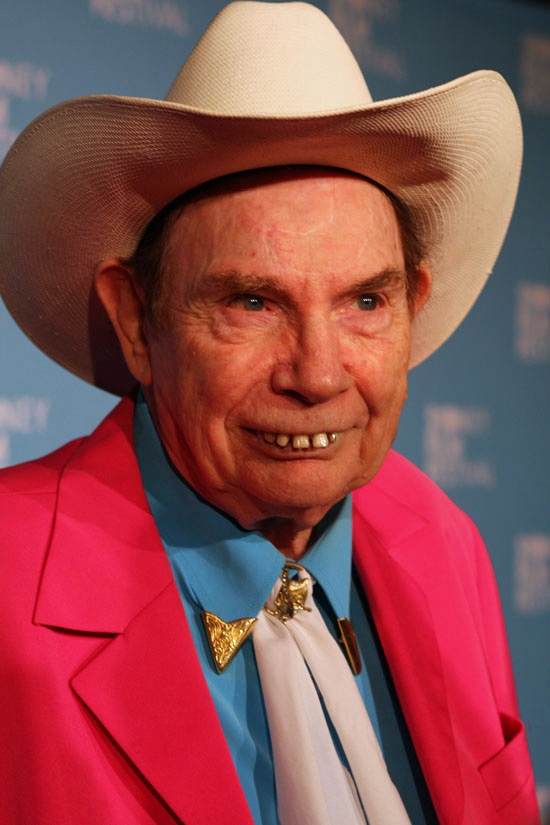
Chad Morgan (2011)

Chadwick „Chad“ William Morgan (* 11. Februar 1933 in Wondai, (Queensland); † 1. Januar 2025 in Gin Gin, Queensland) war ein australischer Country-Sänger und Gitarrist, bekannt für seinen Vaudeville-Stil mit komischen Country-, Western- und Folk-Songs, seine markanten Zähne und seine alberne Bühnenpräsenz. In Anlehnung an seine erste Aufnahme war er als „The Sheik of Scrubby Creek“ bekannt.
Er erhielt für sein musikalisches Werk zahlreiche Preise und Auszeichnungen. 
Morgans biografischer Dokumentarfilm „I’m Not Dead Yet“ wurde von Janine Hosking gedreht und 2011 veröffentlicht.
Im Februar 2024 gab Morgan seinen Rücktritt nach seinem letzten Auftritt der Farewell-to-Australia-Tour am 21. April 2024 im Alter von 91 Jahren bekannt.
Chad Morgan starb am Neujahrstag 2025 im Alter von 91 Jahren.

## Diskografie (Auswahl)
- 1962: The Chad Morgan Song Book, Columbia Records
- 1972: Cock Of The Walk, Columbia Record
- 1984: Chad Charms The Birds, EMI
- 1990: Don't Drink The Water (In The Outback Mate), RCA Records

## Auszeichnungen (Auswahl)
- 1987: Australian Roll of Renown, Hall of Fame für australische und neuseeländische Countrymusik
- 2010: Country Music Awards of Australia, Lifetime Achievement Award
- 2015: Mo Awards, Country Male Act of the Year